# Francesco Cherubini
Pour les articles homonymes, voir Cherubini (homonymie).
Francesco Cherubini (né en 1585 à Montalboddo, dans les Marches, Italie, alors dans les États pontificaux, et mort le 24 avril 1656 à Senigallia) est un cardinal italien du XVIIe siècle.

## Biographie
Francesco Cherubini est auditeur à la rote romaine et du futur pape Innocent X. Il est chanoine de la basilique Saint-Pierre et référendaire au tribunal suprême de la Signature apostolique.
Le pape Innocent X le crée cardinal lors du consistoire du 7 octobre 1647. Le cardinal Cherubini est élu évêque de Senigallia en 1655. Il participe au conclave de 1655, lors duquel Alexandre VII est élu pape.

### Sources
- Fiche du cardinal sur le site fiu.edu